# Притча о добром семени и о плевелах
Притча о добром сеятеле и плевелах — одна из притч Иисуса Христа, содержащаяся в Евангелии от Матфея.
В ней рассказывается о том, как некий человек посеял на поле своём пшеницу, а враг его посеял между пшеницею плевелы. Когда же взошло и то и другое, рабы домовладыки хотели истребить сорняки, но хозяин запретил им делать это до времени:

Царство Небесное подобно человеку, посеявшему доброе семя на поле своем; когда же люди спали, пришел враг его и посеял между пшеницею плевелы и ушел; когда взошла зелень и показался плод, тогда явились и плевелы. Придя же, рабы домовладыки сказали ему: господин! не доброе ли семя сеял ты на поле твоем? откуда же на нем плевелы? Он же сказал им: враг человека сделал это. А рабы сказали ему: хочешь ли, мы пойдем, выберем их? Но он сказал: нет, — чтобы, выбирая плевелы, вы не выдергали вместе с ними пшеницы, оставьте расти вместе то и другое до жатвы; и во время жатвы я скажу жнецам: соберите прежде плевелы и свяжите их в снопы, чтобы сжечь их, а пшеницу уберите в житницу мою.
— Мф. 13:24-30
Так как ученики не поняли значение притчи, она была истолкована самим Христом:

…сеющий доброе семя есть Сын Человеческий; поле есть мир; доброе семя, это сыны Царствия, а плевелы – сыны лукавого; враг, посеявший их, есть диавол; жатва есть кончина века, а жнецы суть Ангелы. Посему как собирают плевелы и огнём сжигают, так будет при кончине века сего: пошлет Сын Человеческий Ангелов Своих, и соберут из Царства Его все соблазны и делающих беззаконие, и ввергнут их в печь огненную; там будет плач и скрежет зубов; тогда праведники воссияют, как солнце, в Царстве Отца их. Кто имеет уши слышать, да слышит!
— Мф. 13:37-43

## Богословское толкование
Таким образом, притча о сеятеле и плевелах указывает во-первых на то, что, Бог зла не насаждал,  во-вторых: помимо благочестивых людей есть не мало богоотступников не радеющих о добром плоде жизни и как бы ставшие «сынами лукавого», в-третьих указывает на причину того, почему и в душе праведника прорастают семена сорняка, – происки дьявола, желающего погубить всякую душу, однако, получающего власть над ней в силу духовной беспечности самого человека, ибо, как следует из притчи, сатана насадил плевелы только после того как люди уснули.

Неслучайно, Господом выбран и вид сорняка, впоследствии ставший нарицательным обозначением всякой сорной травы: «Отцы Церкви описывают плевелы как особое растение, несколько похожее на пшеницу, но вредное по своим семенам. Св. Иоанн Златоуст пишет: плевелы с виду походят несколько на пшеницу, и, по словам св. Макария Египетского, они незаметны во множестве пшеницы; но хлеб, испеченный из пшеницы, неочищенной от семян плевел, производит вредное действие на желудок и голову, тяжкие обмороки и иногда смерть. Так как только самое тонкое зрение может открыть различие между пшеницей и плевелами, то их обыкновенно оставляют расти вместе до времени начала жатвы». 

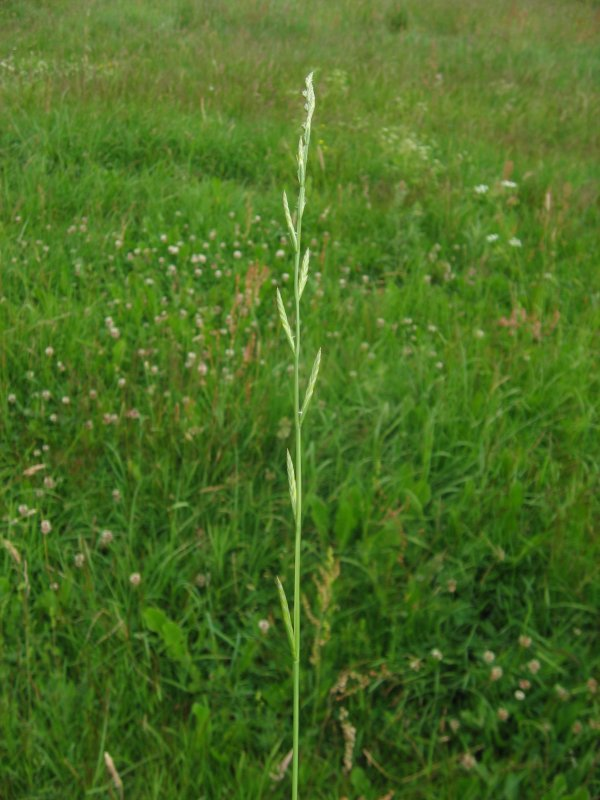
Плевел многоцветковый

Святитель Феофилакт Болгарский, рассуждая о притче, дает приведенным в ней образам более конкретные и расширенные значения:

Тот, Кто сеял, есть Христос; доброе семя - добрые люди или мысли; плевелы - ереси и худые мысли; тот, кто сеял их, дьявол. Спящие люди - это те, которые по лености дают место еретикам и худым мыслям. Рабы же - это ангелы, которые негодуют на то, что существуют ереси и испорченность в душе, и желают сжечь и исторгнуть из этой жизни и еретиков, и мыслящих дурное.

Почему же домовладыка не уничтожил сорную траву?
Епископ Александр (Милеант):

Потому, как сказано в притче, чтобы, “вырывая плевелы, не повредить пшенице,” то-есть чтобы, карая грешников, не повредить одновременно сынам Царствия, добрым членам Церкви. В этой жизни отношения между людьми так тесно переплетены, как корни растений, совместно растущих в поле. Люди связаны друг с другом множеством семейных и социальных связей и друг от друга зависят. Так, например, недостойный отец, пьяница или развратник, может заботливо растить своих благочестивых детей; благополучие честных рабочих может находиться в руках корыстного и грубого хозяина; неверующий правитель может оказаться мудрым и полезным для граждан законодателем. Если бы Господь без разбора карал всех грешников, то нарушился бы на земле весь строй жизни и неизбежно пострадали бы и добрые, но порой мало приспособленные к жизни люди. Кроме того, нередко случается так, что многогрешный член Церкви вдруг после какого-либо жизненного потрясения или события исправляется и, таким образом, из “плевелов” становится “пшеницей.” Таких случаев коренного изменения образа жизни история знает очень много, например: ветхозаветный царь Манассия, апостол Павел, равноапостольный князь Владимир и многие другие. Надо помнить, что в этой жизни никто не обречен на погибель, каждому предоставляется возможность покаяться и спасти свою душу. Только когда истекает у человека его жизненный срок, наступает для него день “жатвы” и подводится итог его прошлому.